# Baliza
Baliza est une municipalité brésilienne de l'État de Goiás et la microrégion d'Aragarças.